# Движение Гюлена
Хизме́т (тур. Hizmet — «Служение»; другие названия: Движе́ние Гюле́на (тур. Gülen hareketi), Гюлени́зм (тур. Fethullahçılık, Общи́на Гюле́на (тур. Gülen cemaati) или просто «Общи́на» (тур. Cemaat), После́дователи Фетхулла́ха, Гюлени́сты (тур. Fethullahçılar)) — международное общественное движение, зародившееся в Турции в начале 70-х годов и возникшее вокруг идей турецкого писателя Фетхуллаха Гюлена. Особенно активна деятельность движения в сфере образования (в более чем 140 странах функционируют примерно 1400 школ, открытых сторонниками движения) и в развитии межконфессионального диалога. Помимо этого, существуют близкие к движению СМИ; отмечается стремление к развитию финансовой отрасли и открытие коммерческих медицинских клиник. The Economist отмечает, что Хизмет характеризуют как «движение за мир, основывающееся на идеях пацифизма и предлагающего новый современный взгляд на ислам; концепция движения противостоит экстремистской направленности салафизма».

## Структура и особенности
Точное количество последователей Гюлена неизвестно. Это объясняется отсутствием членства как такового. [2] Однако, согласно подсчетам разных источников, количество последователей варьируется от одного до восьми миллионов. В основном, представителями движения являются студенты, учителя, бизнесмены, журналисты, а также профессионалы различных отраслей.
Согласно проведенным исследованиям, движение представляет собой достаточно гибкую организационную систему. Благодаря активной деятельности движения были открыты школы, университеты, ассоциации работодателей, теле- и радиостанции, консалтинговые трасты по вопросам недвижимости, службы по вопросам благотворительности, студенческие организации, редакции новых газет. Журнал Forbes акцентирует внимание на том обстоятельстве, что движение Гюлена не стремится к подрыву секулярного строя современного государства, а наоборот, призывает своих соотечественников-мусульман, соблюдающих все предписания религии, пользоваться всеми благами, которые предлагает им современное общество. Журналист газеты New York Times Сабрина Тавернис характеризует представителей движения как сторонников «умеренного ислама». Согласно некоторым обозревателям, в Турции движение Гюлена дистанцируется от сотрудничества с исламистскими политическими партиями. Журнал The Economist характеризует «Хизмет» как протурецкое движение, которое значительно выделяется среди организаций подобного рода и стремится занять лидирующую позицию в мире среди представительств мусульманской общественности.
Гюлен пользуется поддержкой за рубежом благодаря своему положительному отношению к науке, инициированию межрелигиозного диалога, его усилиям по демократизации общества и пропаганде политического плюрализма. Нилюфер Гёле, профессор социологии в Практической школе высших исследований (École des Hautes Études) в Париже, известная исследованиями по вопросам модернизации и консерватизма, в своих работах описывает движение Гюлена, как одно из самых глобальных движений на мировой арене. Согласно исследованиям Лестера Куртца (Техасский университет в Остине), школы сторонников Гюлена (см. раздел Образование) являются своеобразной формой служения человечеству, поскольку они дают образование в более широкой перспективе, с тем, чтобы каждый ученик в дальнейшем сделал самостоятельный выбор в отношении исповедания той или иной религии. Таким образом, в школах царит атмосфера терпимости и добрососедства, а не исламистская пропаганда.
Согласно исследователю Хакану Явузу, в движение входят три основные группы — бизнесмены, журналисты и преподаватели. Первая группа представлена так называемой «анатолийской буржуазией», представителями среднего и малого бизнеса-мусульманами, которые оказывают финансовую поддержку, в частности, финансируют открытие частных школ, университетов, колледжей, общежитий, летних лагерей и других образовательных центров по всему миру. Вторая, журналистская ветвь, представляет ведущую в Турции ежедневную газету Zaman, а также её англоязычную версию Today’s Zaman. Кроме того, успешно функционирует телевизионная станция Samanyolu TV, информационное агентство Cihan, регулярно выходят аналитические и академические журналы и ведут трансляцию другие ТВ каналы; а в Интернете можно найти целый ряд новостных веб-сайтов. И последняя группа — учителя и преподаватели — занимаются образовательной деятельностью и развитием инфраструктуры школ и учебных заведений.
Критики обвиняют движение в проведении миссионерской линии и в стремлении завоевать политическое влияние. По поводу обвинений в «следовании конспиративным целям» представители движения говорят следующее: «мы искренне приглашаем всех, кто сомневается в нашей деятельности, присоединится к нам и воочию проследить, чем мы занимаемся. Нам нечего скрывать.» Гюлен, который подозревался кемалистами в совершении преступлений против государства, был полностью оправдан за отсутствием состава преступления в 2008 году. В 2012 году российский суд обязал «Независимую газету» опубликовать опровержение статьи «Просроченное „лекарство от русского коммунизма“» внештатного автора издания Н. А. Ивановой и указать, что «не соответствуют действительности сведения о том, что Фетхуллаха Гюлена изгнали из Турции за радикальные религиозные взгляды. На самом деле власти Турции не изгоняли Фетхуллаха Гюлена из страны, и более того, решением кассационного суда Турецкой Республики, вступившим в законную силу 12 сентября 2008 года, было признано, что г-н Фетхуллах Гюлен не создавал опасности для существования Турецкой Республики, не содействовал изменению существующего строя, не наносил вреда авторитету государства, не предпринимал никаких деструктивных действий по отношению к государству, не захватывал власть в стране, не создавал террористические организации и не руководил какими-либо группами, которые действовали с применением методов насилия, давления, устрашения, запугивания, подавления или угрозы».
Членами движения являются также женщины светских взглядов, представительницы консервативных правоцентристских сил, а также женщины, не носящие исламских головных уборов, однако эти женщины не поднимают вопрос о разделениях в движении согласно гендерной принадлежности, а также в основном носят достаточно закрытую одежду, не оголяющую руки и ноги. Разделение мужчин и женщин «в самом джемаате сохраняется больше на практике, оно не описано в теоретических постулатах движения». При этом, в виду того обстоятельства, что последователи Гюлена активно принимают участие в разнообразных проявлениях общественной жизни, в своем поведении они, как правило, более либеральны по сравнению с теоретическим обоснованием  своей деятельности. С другой стороны, много женщин в Турции, да и по всему миру, считают, что требования, предъявляемые к женщинам-членам общества в отношении скромности одежды и поведения, несколько завышены.

## Деятельность движения

### Образование
Наиболее активно движение Гюлена работает в сфере образования. В 2009 году журнал Newsweek написал, что в «школах, открытых представителями движения, обучается свыше двух миллионов учащихся, большинство из которых получают стипендии». Согласно подсчетам, число школ и других учебных заведений составляет в Турции более 300, а по всему миру — более тысячи.
Американские профессора из Лютеранской Богословской Семинарии и Университета Темпл (Temple University) написали, что «эти школы активно работают, придерживаясь высоких стандартов образования, а в своих учениках воспитывают чувство высокого гражданского долга. Движение „Хизмет“ — это общественная организация, которая свою цель видит в выстраивании мостов между различными межконфессиональными и религиозными группами и самоотверженно работает для достижения общего блага» Представители движения активно работают над открытием университетов..
Большинство учителей в школах разделяют идеи сторонников движения Гюлена, однако многие сотрудники не являются участниками движения. На личном примере учителя стремятся привить учениках высокие моральные ценности. В некоторых мусульманских странах, в соответствии с местной традицией и законами, в школах присутствуют (факультативные) уроки по изучению религии. В одной из статей газеты New York Times за 2008 год было написано, что в Пакистане «своим примером они пробуждали интерес к исламу», и акцентировано внимание на то обстоятельство, что в школах культивируется идея толерантности, рассматриваются принципы умеренного ислама, что помогает сглаживанию экстремистских проявлений. Вышеупомянутые школы рассчитаны не только на учеников-мусульман. В Турции «согласно учебному плану в школах выделено по часу в неделю на преподавание основ религии, в других странах — учебный план отличается в этом отношении, и не требует проведения подобных уроков. Нет оснований считать эти учебные заведения школами исламского профиля, за исключением нескольких специализированных школ профиля „имам-хатиб“, готовящих имамов и находящихся за границей».
В ряде стран школы движения «Хизмет» являются частью общественной системы образования. В июне 2011 года газета The New York Times опубликовала статью, описывающую систему школ движения «Хизмет» в США. В статье речь шла о том, что последователи Гюлена занимаются открытием государственных автономных школ по всей стране. В общей сложности таких школ 120, они размещены в основном в урбанизированных центрах 25-и штатов. Госпредставитель Алма Аллен Д-Хьюстон: «в моем округе проживает достаточно обширная турецкая община, а также находится несколько школ системы „Гармония“. И я не побоюсь признаться, что работают они превосходно. В этих школах религия не преподается». На период 2011 года, в техасских школах Harmony School of Innovation, открытых последователями идей Гюлена, 292 человека из 1500 сотрудников работали по рабочим визам.
ФБР провело расследование в отношении школ, известных под именем Concept Schools, которые оперируют 16 школами Horizon Science Academies в штате Огайо. Подозрения ФБР по поводу незаконного использования денег налогоплательщиков с целью оплаты расходов на получение визы лицам, не работающим в системе школ, были подтверждены в результате работы государственной аудитслужбы. Центральный офис «Concept Schools» выплатил штрафы за школы в Толедо и Кливленде.
Доказательств по факту исламистской пропаганды в американских школах Гюлена не выявлено, наоборот ученики и их родители одобряют уровень преподавания и, в целом, довольны школами этой системы. Это хорошие школы, в которых уровень образования соответствует американским стандартам. Подтверждением служит высокий процент поступления выпускников в вузы, включая ведущие вузы страны. Эта ситуация характерна для подавляющего большинства стран, где есть подобные школы.
Некоторые комментаторы утверждают, что школы — это механизм для привлечения денег для сообщества. В Казахстане, в США и других странах они эффективно привлекают частное и государственное финансирование (включая в дополнение оплату за стоимость обучения).
Некоторые исследователи утверждают, что вышеупомянутые школы, примкнувшие к движению, превратились в доступные мишени для «исламофобски» настроенных группировок (в частности, неоконсерваторов в США). Например, в докладе CAP под названием «Fear Inc» речь шла о том, что разнообразные варианты проявлений исламофобии представляют угрозу для этих школ.

### Международная олимпиада по турецкому языку
Международная олимпиада по турецкому языку (прежнее название «Конкурс на знание турецкого языка для иностранцев») впервые состоялась в 2003 году. Целевой аудиторией олимпиады стали ученики со всего мира, изучающие турецкий язык как иностранный. Уровень владения языком определял категорию и номинацию для участия. С каждым годом количество участников возрастает. Так, в 2003 году для участия в І Международной Олимпиаде за победу соревновалось 62 человека из 17 стран, а в 2012 году на X Олимпиаде — уже 1500 учеников из 135 стран.
В 2014 году из-за конфликтов с правительством Турции, олимпиада была проведена в 3-х странах: Германии, Эфиопии и Румынии.

### Общественная деятельность

#### Встречи с представителями различных конфессий
Представители движения Гюлена основали ряд институций по всему миру для проведения межконфессионального и межкультурного диалога. К примеру, в 2006 году в Гётеборге, Швеция, представители движения основали организацию Dialogslussen, целью которой было популяризировать межконфессиональный диалог в Швеции. Ф.Гюлен встретился с лидерами разных религий, в частности с Папой Римским Иоанном Павлом ІІ , Вселенским патриархом Варфоломеем, и главным сефардским раввином Израиля Элияху Дороном. Ф.Гюлен говорит о необходимости диалога между представителями разных религий, в том числе и разных течений в исламе (таких как суннизм и алевизм). Джилл Кэрролл из Университета Райс в Хьюстоне, автор книги «Диалог цивилизаций», в независимой радиопрограмме «Межконфессиональные голоса» сообщила, что «Гюлен оказал сильное влияние на три поколения в Турции.» Также она сказала: «эти школы инвестируют в будущее, они нацелены на создание общества, в котором будут равные условия и возможности для каждого.»

#### Институты диалога
Последователи движения также учредили в различных городах мира институты и форумы, разрабатывающие и реализующие идеи диалога: Институт межконфессионального диалога (Interfaith Dialogue Institute), Руми Форум (Rumi Forum), Диалог Евразия, Платформа Парижа и др.
Дискуссии, публикации, заседания турецкой Abant Platformu и другие подобные мероприятия по вопросам диалога между представителями разных убеждений имеют как своих сторонников, так и критиков, в основном, секулярных националистов (ulusalcı). Последние рассматривают подобную деятельность как попытку развития концепции «умеренного ислама (Ilımlı İslam)».

#### Критика диалога
Существует ряд лиц, которые критикуют деятельность по налаживанию диалога. В качестве аргументов часто используются недостоверные сведения. Например, женитьба принявшего ислам американского профессора на турчанке-мусульманке, освещавшаяся в газете Zaman, преподносится ими как брак мусульманки с христианином, организованный самим Гюленом.

### Медиа
Представители движения открыли ряд медиаструктур, включая ТВ-станции, осуществляющие вещание на турецком языке: телевещательная группа Samanyolu, включающая в себя более 10 каналов, в том числе на английском языке. Помимо этого, начали издаваться газета Zaman на турецком языке, на английском — Today’s Zaman, журналы: на турецком — Aksiyon, Sızıntı, Yeni Ümit; на английском — The Fountain Magazine, на арабском — Hira. Также была создана международная медиагруппа Cihan и радиостанция Burç FM. В 1998 году была открыта некоммерческая организация Фонда журналистов и писателей, миссией которой была заявлена идея «организации мероприятий, нацеленных на развитие толерантности, диалога, взаимопонимания и любви.» Благотворительная организация Kimse Yok Mu? (в пер. с тур. — "Есть ли кто-нибудь?) была основана в марте 2004 года для продолжения развития миссии и идей одноименной программы на телеканале Samanyolu TV, транслировавшейся на протяжении нескольких лет.

### Финансы
Bank Asya, ранее известный под именем Asya Finans, был основан в 1994 году, в том числе, симпатизантами движения «Хизмет», страховая компания Işık Sigorta, как заявляют представители компании, — это партнер Bank Asya.

### Участие в политической жизни страны

#### Дело Эргенекон
Возникают вопросы по поводу возможного отношения движения Гюлена к процессу расследования дела «Эргенекон» (Ergenekon investigation). Эргенекон — это антиправительственная группировка ультранационалистического характера, в которую входят преимущественно представители военных. Исследователи, занимающиеся вышеупомянутой проблематикой, охарактеризовали этот процесс, как подготовка правительства к ликвидации инакомыслящих в Турции. В марте 2011 года, семь турецких журналистов были арестованы, среди них был и Ахмет Шик, автор книги «Армия Имама» (The Imam’s Army), в которой утверждается, что представители движения Гюлена пытаются внедриться в ряды вооружённых сил страны. При задержании полицией Ахмет Шик прокричал: «Кто посмеет притронуться, будет сожжён!».

#### Преследования в декабре 2014 года
14 декабря 2014 г. турецкая полиция арестовала 23 сотрудника газеты Zaman и телекомпании Samanyolu TV, якобы поддерживающих тесные связи с движением «Хизмет». Им, в том числе сценаристам телесериала Tek Türkiye, были предъявлены обвинения в создании нелегальной организации и попытке захвата власти в стране. После этого верховный представитель ЕС по иностранным делам Федерика Могерини и комиссар, отвечающий за переговоры по расширению Евросоюза, Йоханнес Хан опубликовали заявление, в котором говорится, что подобные аресты несовместимы со свободой средств массовой информации.
19 декабря 2014 года стамбульский суд выдал ордер на арест Гюлена. Прокурор Хасан Йылмаз ходатайствовал также перед Минюстом Турции о подготовке документов на включение Гюлена в «Красный бюллетень» Интерпола (ордер на арест преступников, объявленных в международный розыск) Адвокат Гюлена Нуруллах Албайрак назвал спекуляции СМИ по поводу экстрадиции Гюлена не верными..

#### «Террористическая организация фетхуллахистов»
После попытки военного переворота в Турции в 2016 году турецкие власти обвинили Фетхуллаха Гюлена и его сторонников в организации путча. Власти назвали существующую, по их мнению, организацию радикальной части гюленистов «Террористической организацией фетхуллахистов» (тур. Fethullahçı Terör Örgütü (FETÖ)) и параллельным государством «Параллельное государственное образование» (тур. Paralel Devlet Yapılanması (PDY)). 19 октября 2016 года Организация Исламского сотрудничества признала организацию террористической.

### Аффилированная
- Ünal A.[тур.], Advocate of Dialogue: Fethullah Gulen, Fountain Pub.,New Jersey, 2000 ISBN 978-0-9704370-1-3
- Küresel Barışa Doğru (Kozadan Kelebeğe 3), Gazeteciler ve Yazarlar Vakfı Yayınları, İstanbul, 2002 ISBN